# Corporació Catalana de Mitjans Audiovisuals
|  | «CCMA» redirigeix aquí. Vegeu-ne altres significats a «CCMA (desambiguació)». |

La Corporació Catalana de Mitjans Audiovisuals (CCMA) és un organisme de la Generalitat de Catalunya encarregat de produir i difondre productes audiovisuals tot vetllant per la normalització lingüística i cultural de Catalunya. L'entitat fou creada el maig de 1983 pel Parlament de Catalunya amb el nom de Corporació Catalana de Ràdio i Televisió (CCRTV) i va adoptar el seu nom actual el 2007. Des del setembre de 2023, utilitza la marca 3Cat.
La corporació divideix els seus serveis en tres divisions: Televisió de Catalunya (serveis audiovisuals), Grup d'Emissores de Catalunya Ràdio (serveis radiofònics) i Mitjans Digitals (continguts audiovisuals a Internet). Les dues primeres divisions, Televisió de Catalunya i Grup d'Emissores Catalunya Ràdio, havien estat empreses separades fins al dia 15 de novembre de 2013 quan es van fusionar en una de sola. També forma part de la CCMA la Fundació La Marató de TV3.
La CCMA participa en un 30% en l'Agència Catalana de Notícies, és membre de la Federació d'Organismes de Ràdio i Televisió Autonòmics des que es va crear l'any 1989, està associada a CIRCOM Regional, i també amb la Unió Europea de Radiodifusió a través de l'emissora Catalunya Música.
L'any 2022 la CCMA va ser objecte d'un toc d'atenció per part dels Premis de Comunicació no Sexista de l'Associació de Dones Periodistes de Catalunya per la seva manca de paritat en els càrrecs dels equips directius (12 homes i 3 dones), no complint el Pla d’Igualtat.

## Història
La Corporació Catalana de Ràdio i Televisió, una de les prioritats del govern de Jordi Pujol, es va crear l'any 1983 amb la Llei 10/1983 del Parlament de Catalunya. Segons recull Jordi Pujol en les seves memòries, «en el nostre projecte de país, una ràdio i una televisió públiques havien d'ajudar a defensar la llengua i a construir la consciència de catalanitat. […] La ràdio i la televisió van ser, doncs, una prioritat i les vam tirar endavant a la primera legislatura i des del Departament de Presidència mateix». El juny del 1983 van començar les emissions de Catalunya Ràdio, i al setembre s'hi van afegir les de Televisió de Catalunya, amb el canal TV3.
Inicialment, l'oferta de la llavors anomenada Corporació Catalana de Ràdio i Televisió també incloïa Ràdio Associació de Catalunya, amb la seva emissora RAC 105, fins a l'any 1998 quan va passar a mans privades. Amb el pas dels anys, l'oferta pública va augmentar els seus serveis i a Catalunya Ràdio s'hi van afegir les emissores de Catalunya Música (1987), Catalunya Informació (1992) i Catalunya Cultura (1999), que va ser substituïda el 2006 per iCat. Pel que fa a la televisió, van aparèixer el canal 33 (1988), TVCi (1995; des del 2009 s'anomena TV3CAT), el K3 (2001; substituït pel canal Super3 el 2009), el 3/24 (2003), el canal 300 (2005; tancat el 2010), TV3HD (2007), el canal 3XL (2010; tancat el 2012), i Esport3 (2011).
El 1996 van crear-se els portals web de Catalunya Ràdio (catradio.cat) i Televisió de Catalunya (tv3.cat), i posteriorment es van anar creant portals especialitzats: notícies (l'any 2002 apareixen telenoticies.cat i catalunyainformacio.cat, que s'unificaren el 2007 sota el nom de 324.cat); esports (esport3.cat), infantil (super3.cat), juvenil (3xl.cat, tancat el 2012). El 2004 es posa en funcionament el servei de continguts a la carta 3alacarta (actualment, dividit en TV3 a la carta i Catalunya Ràdio a la carta). L'any 2014 tots els serveis d'internet de la Corporació s'unificaren sota un mateix portal.
L'any 2007, amb l'aprovació de la Llei 11/2007 pel Parlament de Catalunya, va ser reanomenada a Corporació Catalana de Mitjans Audiovisuals (CCMA), amb la voluntat de posar èmfasi també en els serveis digitals, i no només en els de ràdio i televisió. A més, la nova llei va canviar qüestions de funcionament de l'ens, definint com a òrgans de l'entitat el Consell de Govern (format per dotze membres elegits pel Parlament de Catalunya per una majoria de dos terços); el president de l'ens (elegit també pel Parlament per majoria de dos terços entre els membres del Consell de Govern); el director general (nomenat per convocatòria pública entre professionals de competència i prestigi reconeguts), i el Consell Assessor en matèria de programació i continguts (elegit pel Parlament de Catalunya per majoria de dos terços). Pel que fa al control parlamentari de la CCMA, se n'encarrega la Comissió de Control del Parlament de Catalunya. L'octubre de 2019 es va modificar la llei per evitar que, en cas que no hi hagi majoria de dos terços, es puguin elegir els membres dels diferents consells per majoria absoluta en segona votació, i que els presidents de TV3 i Catalunya Ràdio s'hagin d'elegir per un concurs públic, entre d'altres.
La crisi econòmica global de 2007-2012 va obligar la Corporació Catalana de Mitjans Audiovisuals a remodelar la seva oferta audiovisual i a canviar la seva estructura organitzativa per optimitzar els seus recursos. D'aquesta manera, l'1 d'octubre de 2012 es va tancar el canal 3XL, es va fusionar el canal Super3 amb el canal 33, i part de la programació del canal 33 es va integrar a Esport3, cosa que va permetre la reducció d'una freqüència de televisió; i també es va tancar la freqüència FM d'iCat, que va passar a emetre exclusivament per internet, encara que alguns dels seus programes es van recol·locar també a Catalunya Ràdio i Catalunya Música. També es va iniciar la fusió de les empreses de Televisió de Catalunya i Catalunya Ràdio, que va culminar el 15 de novembre de 2013. Posteriorment, el 6 de setembre de 2017, es va recuperar l'emissió en FM d'iCat. Durant el 2020, el director de Televisió de Catalunya va expressar la voluntat de recuperar el canal juvenil 3XL, però durant l'abril de 2021 ell mateix va revelar que el projecte estava aparcat al·legant manca de pressupost.
El maig de 2022 el Parlament va renovar el Consell de Govern de la Corporació, assumint Rosa Romà la presidència de l'ens. La renovació de l'estructura es va culminar amb la designació dels nous directors de ràdio i televisió, Jordi Borda i Sigfrid Gras respectivament, elegits per mitjà d'un concurs públic. Un dels objectius principals d'aquest nou Consell de Govern de la CCMA era el d'unificar tots els continguts produïts sota una única marca i distribuir-los sobre una plataforma OTT d'accés gratuït. La presentació de la marca, 3Cat, es va fer el juliol de 2023. Des del setembre, va començar un procés gradual per substituir les diferents marques existents (com per exemple, Televisió de Catalunya o Grup d'Emissores de Catalunya Ràdio) per la de 3Cat. El 30 de novembre de 2023 es va estrenar la plataforma OTT, que s'anomena de la mateixa manera que la nova marca única: 3Cat.
El 16 de gener de 2024, en commemoració dels quaranta anys d'emissions regulars de TV3, els canals de televisió de 3cat han completat la transició cap a la transmissió exclusiva en alta definició (HD), en substitució completa de la definició estàndard (SD). Aquesta significativa modificació es va dur a terme en conformitat amb el calendari establert pel Pla Tècnic Nacional de la Televisió Digital Terrestre, superant anticipadament la data límit del 14 de febrer de 2024.
L'octubre del 2024, en el marc de la renovació dels serveis informatius de la CCMA, s'anuncia que durant el primer trimestre de 2025 el canal de televisió 324 i l'emissora de ràdio Catalunya Informació s'unificaran sota la marca 3CatInfo, marca que també farà servir una nova plataforma de notícies a internet que substituirà el 324.cat i que s'estrenarà durant el període esmentat anteriorment.

## Finançament

Ingressos de la Corporació Catalana de Mitjans Audiovisuals previstos en els pressupostos de 2017.

El model de finançament de la CCMA és mixt. Els recursos econòmics provenen principalment dels pressupostos aprovats de la Generalitat de Catalunya i d'ingressos publicitaris. Els pressupostos de 2017 preveuen un total de 307.244.100 € d'ingressos, dels quals 231M € provenen del Departament de la Presidència de la Generalitat de Catalunya, 68,2M € de publicitat i gairebé 8M € d'altres fonts. Així doncs, més de tres quarts del finançament de la CCMA prové de la Generalitat.

## Organigrama
El Parlament de Catalunya elegeix per majoria de dos terços el president del Consell de Govern entre els dotze membres que l'integren, també elegits pel Parlament per una majoria de dos terços, a partir d'una llista de candidats amb mèrits professionals rellevants. El Consell de Govern és el màxim òrgan de govern i d'administració de la Corporació.
Des de 1983 fins a l'any 2012, també va existir la figura de director general. Aquest càrrec va ser, fins a l'any 2008, el de màxima responsabilitat. L'any 2008 es crea la figura de president del Consell, que va conviure amb el director general fins a la seva supressió mitjançant la Llei 2/2012, del 22 de febrer, de modificació de diverses lleis en matèria audiovisual. Les seves funcions es van atribuir al president de la CCMA, que assumeix les funcions de direcció executiva ordinària de la CCMA. D'acord amb el que estableix la citada llei de 2012, el president del Consell de Govern també presideix la Corporació Catalana de Mitjans Audiovisuals.
| Direcció General Presidència                 | Inici                                     | Final                                     |
| Directors generals de la CCMA (1983-2012)    | Directors generals de la CCMA (1983-2012) | Directors generals de la CCMA (1983-2012) |
| -------------------------------------------- | ----------------------------------------- | ----------------------------------------- |
| Pere Cuxart i Bartolí                        | 10 de juliol de 1983                      | 1 de febrer de 1984                       |
| Josep Caminal i Badia                        | 1 de febrer de 1984                       | 25 de juny de 1984                        |
| Joan Granados i Duran                        | 25 de juny de 1984                        | 20 de gener de 1995                       |
| Jordi Vilajoana i Rovira                     | 20 de gener de 1995                       | 2 de desembre de 1999                     |
| Lluís Oliva i Vázquez de Novoa (en funcions) | 2 de desembre de 1999                     | 22 de febrer de 2000                      |
| Miquel Puig i Raposo                         | 22 de febrer de 2000                      | 6 d'abril de 2002                         |
| Vicenç Villatoro i Lamolla                   | 6 d'abril de 2002                         | 20 de gener de 2004                       |
| Joan Majó i Cruzate                          | 20 de gener de 2004                       | 29 de febrer de 2008                      |
| Rosa Cullell i Muniesa                       | 25 d'abril de 2008                        | 6 de setembre de 2010                     |
| Ramon Mateu i Llevadot                       | 6 de setembre de 2010                     | 29 de març de 2012                        |
| Presidents de la CCMA (2008-actualitat)      |                                           |                                           |
| Albert Sáez i Casas                          | 29 de febrer de 2008                      | 31 de març de 2010                        |
| Enric Marín i Otto                           | 31 de març de 2010                        | 29 de març de 2012                        |
| Brauli Duart i Llinares                      | 29 de març de 2012                        | 11 d'abril de 2016                        |
| Núria Llorach i Boladeras (en funcions)      | 11 d'abril de 2016                        | 17 de gener de 2018                       |
| Brauli Duart i Llinares (en funcions)        | 17 de gener de 2018                       | 5 de juny de 2018                         |
| Núria Llorach i Boladeras (en funcions)      | 5 de juny de 2018                         | 9 de març de 2022                         |
| Rosa Romà i Monfà                            | 9 de març de 2022                         | actualitat                                |

- Font: Històric de directors generals i presidents de la CCMA.[32]

## Oferta audiovisual

### Televisió
Sota el nom de Televisió de Catalunya, la CCMA ofereix diversos canals de televisió, generalistes i temàtics, que es poden veure a través de la TDT a Catalunya i les Illes Balears, i també en proveïdors de televisió per cable i satèl·lit.
| Canal | Gènere                                                                                         | Inici de les transmissions |
| ----- | ---------------------------------------------------------------------------------------------- | -------------------------- |
|       | TV3 Canal generalista.                                                                         | 10 de setembre de 1983     |
|       | El 33 Canal cultural. Comparteix freqüència amb el canal SX3.                                  | 10 de setembre de 1989     |
|       | TV3CAT Versió internacional de TV3.                                                            | 23 d'abril de 1996         |
|       | 3/24 Canal informatiu.                                                                         | 12 de febrer de 2003       |
|       | SX3 Canal infantil. Comparteix freqüència amb el 33.                                           | 18 d'octubre de 2009       |
|       | Esport3 Canal esportiu i d'estils de vida.                                                     | 5 de febrer de 2011        |
|       | Bon Dia TV Canal generalista amb continguts de Televisió de Catalunya, IB3 Televisió i À Punt. | 27 d'octubre de 2018       |

### Ràdio
El Grup d'Emissores de Catalunya Ràdio està format per quatre emissores que emeten en freqüència modulada per a tot el territori català i també es poden escoltar arreu del món per internet. Algunes de les emissores també es poden escoltar per la TDT de Catalunya i les Illes Balears.
| Logo | Emissora                                      | Inici de les transmissions |
| ---- | --------------------------------------------- | -------------------------- |
|      | Catalunya Ràdio Emissora generalista.         | 20 de juny de 1983         |
|      | Catalunya Música Emissora de música clàssica. | 10 de maig de 1987         |
|      | Catalunya Informació Emissora de notícies.    | 11 de setembre de 1992     |
|      | ICat Emissora de música i cultura.            | 23 d'abril de 2006         |

### Mitjans digitals
| Logo | Nom  | Inici de les transmissions |
| ---- | ---- | -------------------------- |
|      | EVA  | juny de 2023               |
|      | 3Cat | 30 d'octubre de 2023       |

La Corporació Catalana de Mitjans Audiovisuals ofereix el consum dels seus productes audiovisuals a través del seu portal web, de diversos canals de YouTube, i a través de diverses aplicacions per a mòbils intel·ligents, tauletes i televisions intel·ligents. A més, ofereix també continguts específics emesos només per a mitjans digitals (podcasts de Catalunya Ràdio, i programes de televisió disponibles només al 3Cat i YouTube), i té presència a les xarxes socials. Finalment, també ofereix el servei de teletext TV3TEXT.

## Edu3.cat
Edu3.cat és un portal de ràdio i TV educatives per Internet que va néixer el 27 d'octubre del 2007, fruit d'un conveni de col·laboració entre la Corporació Catalana de Mitjans Audiovisuals i el Departament d'Educació de la Generalitat de Catalunya. Ha estat pioner a l'estat espanyol en l'oferta educativa per Internet i s'ha posicionant com un portal de referència de TV i Ràdio educatives a nivell europeu. El fons del portal l'integren materials de Televisió de Catalunya TV3, Catalunya Ràdio, del mateix Departament i d'altres ens.
Un any després d'obrir tenia un fons de 4200 espais catalogats i la mitjana de visites mensuals era de 387.000. Segueix l'exemple d'altres experiències dutes a terme a Europa, com les promogudes per la BBC, Channel 4, RAI, France 5 o ZDF. En desembre de 2014 comptava amb 7000 audiovisuals integrats i catalogats segons el currículum que faciliten el seu ús per a la comunitat educativa. El desembre del 2007 se li va atorgar el guardó Premi Zapping Valors.